# Oleksandr Pavljuk
Oleksandr Oleksijovyč Pavľuk (ukrajinsky Олександр Олексійович Павлюк, * 20. srpna 1970) je ukrajinský generál, který od února 2024 zastává funkci velitele ukrajinských pozemních sil, v níž nahradil Oleksandra Syrského.
Účastnil se obrany Donbasu a od roku 2022 i obrany Ukrajiny proti ruské invazi. Od března 2023 působil jako první náměstek ukrajinského ministra obrany.
V březnu 2022 mu prezident Volodymyr Zelenskyj udělil titul Hrdina Ukrajiny. Dále je nositelem Řádu Bohdana Chmelnického II. a III. třídy.